# Liwonde National Park
Liwonde National Park är en nationalpark i Malawi. Den ligger i regionen Southern Region, i den sydöstra delen av landet, 190 km sydost om huvudstaden Lilongwe.